# Reilly Tiltmann
Reilly Tiltmann (30 de julio de 2003) es una deportista estadounidense que compite en natación, especialista en el estilo espalda. En los Juegos Panamericanos de 2023 obtuvo una medalla de plata en la prueba de 4 × 100 m libre.

## Palmarés internacional
| Juegos Panamericanos | Juegos Panamericanos | Juegos Panamericanos | Juegos Panamericanos |
| Año                  | Lugar                | Medalla              | Prueba               |
| -------------------- | -------------------- | -------------------- | -------------------- |
| 2023                 | Santiago (Chile)     | Medalla de plata     | 200 m espalda        |